# 호암상
호암상(湖巖賞)은 삼성그룹 회장 이건희가 1990년에 제정한 상으로 호암재단이 주관한다.

## 개요
학술, 예술 및 인류복지증진에 공헌한 인사를 시상하기 위해 1990년 이건희가 제정하였다. 시상분야에 따라 과학상, 공학상, 의학상, 예술상, 사회봉사상으로 나뉘며 이외 분야에 특출한 업적을 이룩한 인사에게 시상하는 특별상이 있다. 수상자에게는 상장과 순금 메달, 상금 3억 원이 각각 주어진다.
연간 후보자를 접수하나 매년 11월 30일까지 접수된 후보자들이 차년도 수상자 선정을 위한 심사대상이 된다. 심사는 매년 12월에서 차년도 3월 말까지 진행되며 수상자는 4월에 언론과 호암재단 홈페이지를 통해 발표된다. 현재 호암상 수상자의 국적은 불문하지만 한국계 외국인이어야 한다는 제한이 있다. 2010년에는 노벨 재단이 호암 특별상을 수상했다.
매년 6월 1일 서울의 호암아트홀에서 시상식이, 이어서 신라호텔에서 축하연이 거행된다. 또한 시상식을 전후하여 전국의 주요 연구소, 대학, 고교 등에서 수상자의 기념 강연이 펼쳐진다.

## 시상 부문
- 호암 과학상 - 기초과학 분야에서 탁월한 연구 업적을 이룩한 인사
- 호암 공학상 - 공학 및 응용기술 분야에서 탁월한 업적을 이룩한 인사
- 호암 의학상 - 의학 및 약학 분야에서 탁월한 업적을 이룩한 인사
- 호암 예술상 - 예술의 각 분야에서 예술 문화 창달에 탁월한 업적을 이룬 예술가를 표창
- 호암 사회봉사상 - 사회복지증진에 현저한 업적을 이룩한 인사를 표창

### 과거 시상 부문
- 호암 언론상 (1991년 신설 ~ 1996년 폐지)